# Ми (фільм)
Ми (нім. Wir) — німецька науково-фантастична стрічка 1982 року режисера Войтеха Ясни, спродюсована німецьким телебаченням ZDF. Сценарій написаний Клаусом Губалеком, за мотивами роману Ми (1921) російського письменника Євгена Замятіна.

## Синопсис
Фільм представляє світ гармонії та відповідності в рамках єдиної держави технократичного прогресивізму